# Crenatus lacrimalis anterior

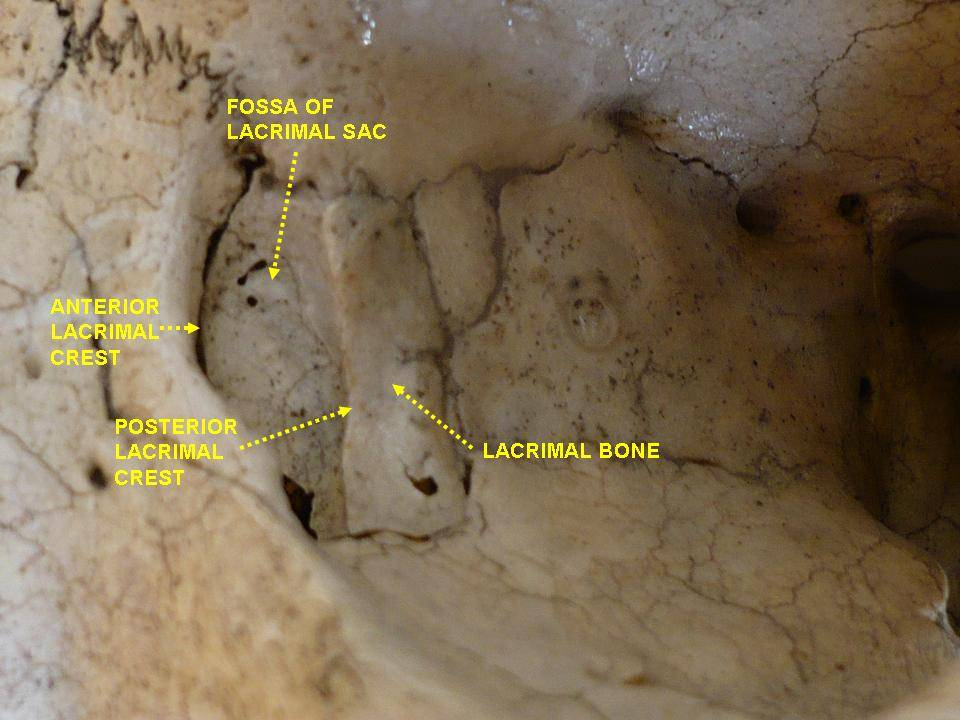
A Crenatus lacrimalis anterior helyzete

A fossa glandulae lacrimalis külső széle a crenatus lacrimalis anterior ami továbbfut az orbitális résszel. Az orbitális résszel való érintkezési pontnál van egy apró dudor, a tuberculum lacrimalis ami befolyásolja a könnytömlő (saccus lacrimalis) pozícióját.